# ラース・ゲール

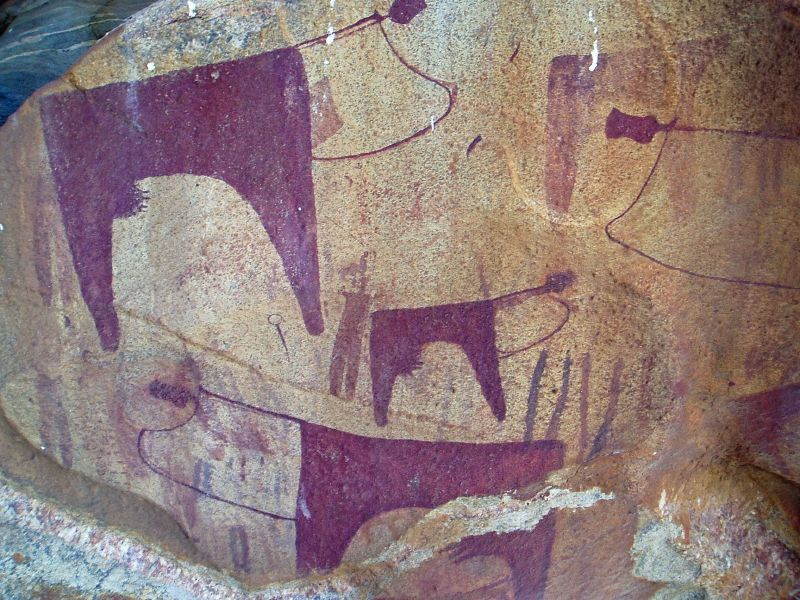
ラース・ゲール洞窟の壁画

ラース・ゲール（ラス・ケール、ソマリ語: Laas Geel, Laas Gaal）はソマリランド首都ハルゲイサの近郊農村地帯にある洞窟。紀元前5千年頃のものと見られる洞窟壁画がある。2002年に発見された。

## 壁画の内容と状態
ラース・ゲールの洞窟は花崗岩質であり、内部には新石器時代の壁画がある空間が約10ある。この洞窟壁画の保存状態の良さは、アフリカ全体でも有数のものであり、輪郭や着色もきれいに残っている。その絵は洞窟の天井に描かれており、当時の住民が手を伸ばして描いたものと思われる。もっとも多いのは、大きな角を持った牛の絵である。人が着飾られた牛を引いている絵もあり、牛の首には胸当てのようなものが付けられている。牛以外にも、飼い犬やキリンを表したと思われる絵もある。

## 発見の経緯
ラース・ゲールはソマリア語で「ラクダの水飲み場」を意味する。この壁画の存在はソマリ族の間では数世紀前から知られていたが、当時その情報が国際社会に伝わることはなかった。洞窟があるのはハルゲイサの郊外で遊牧民の村があるナアサ・ハブロード (Naasa Hablood) の丘である。周辺では遊牧民が育てる家畜や野生のレイヨウが見られる。地元の遊牧民は雨避けの場所として、壁画とは無関係に利用してきた。
2002年11月から12月にかけて、フランスの研究隊がソマリランドの考古学的調査を行った。この研究隊はアフリカの角で紀元前5千年紀から紀元前2千年紀にかけて経済活動が行われていたと考え、洞窟を中心に遺跡調査を行った。その結果、この壁画を発見した。2003年11月にも再調査が行われ、この壁画が先史時代のものと明らかになった。ハルゲイサ近郊ではラース・ゲール以外の洞窟壁画も見つかっている。
発見の後にこの洞窟を訪れた地元住民や観光客は多く、ソマリランドの文化観光長官オスマン・ビレ・アリ (Osman Bile Ali) も視察に来ている。イギリスの紀行作家・ジャーナリストのサイモン・リーブ (en) もBBCのテレビドキュメンタリー番組の撮影のために訪れ、この壁画についてアリ長官と会談している。現在では地元住民とソマリランド観光省の保護を受けており、観光名所の一つとなっている。国宝にして観光の目玉にすることも検討されている。

## ギャラリー

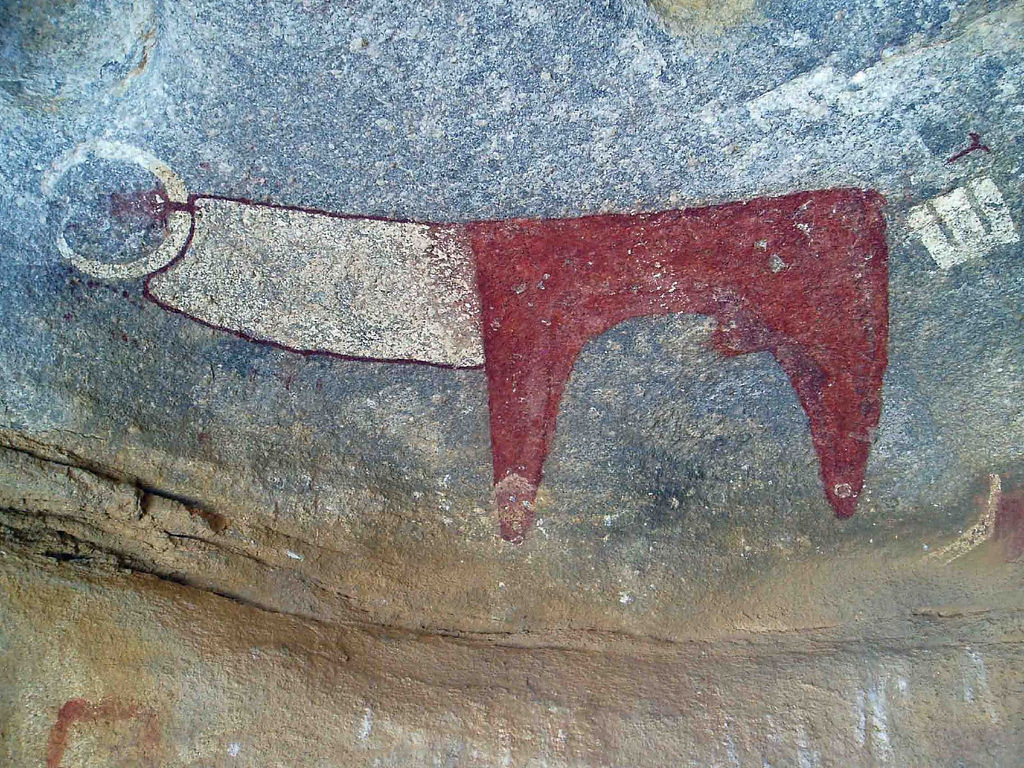
着飾られた牛
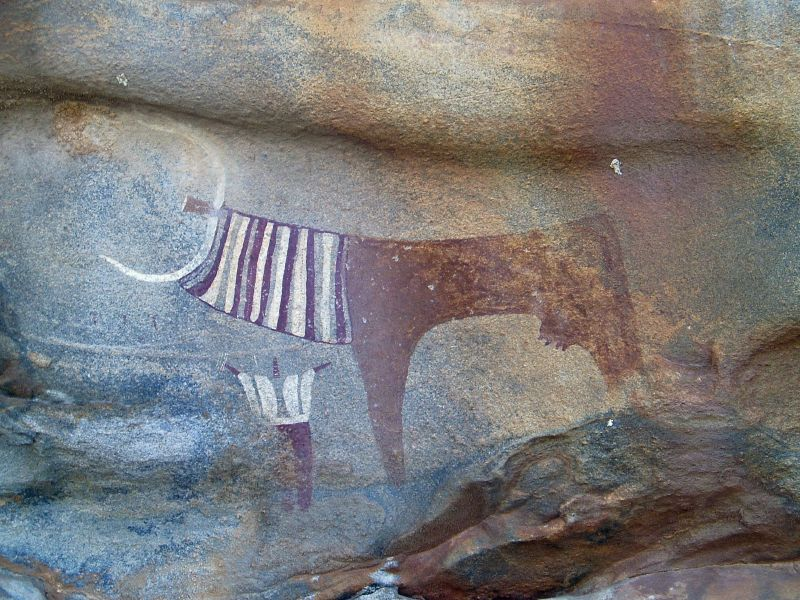
人に曳かれる牛
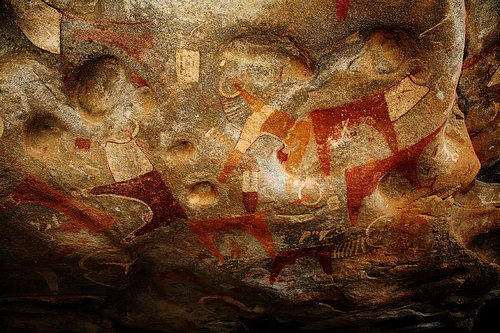
牛の群れ
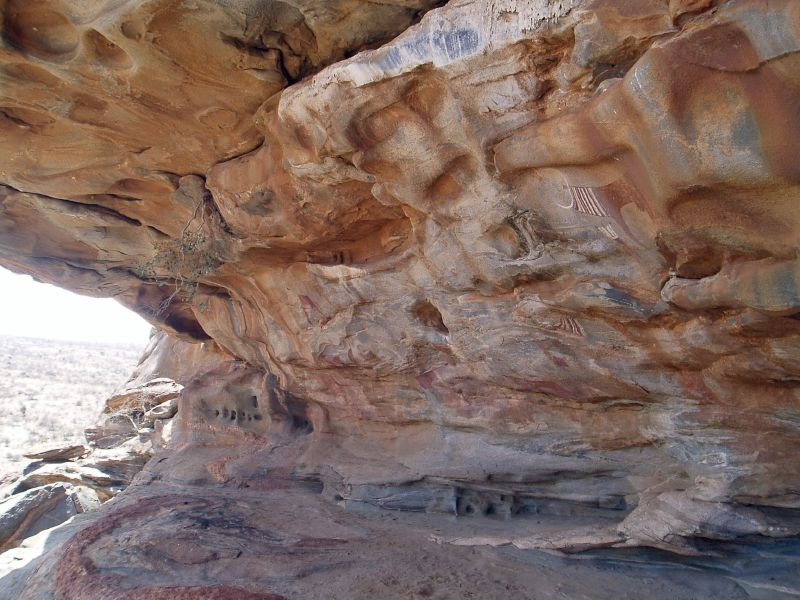
壁画のある空間の一つ